# Eleições legislativas na Áustria em 1945
As eleições legislativas austríacas de 1945 foram as primeiras eleições depois da Segunda Guerra Mundial. As eleições foram realizadas de acordo com a Lei Eleitoral de 1929, com todos os cidadãos acima dos 21 anos a terem direito de voto, embora com membros do Partido Nazi a serem proibidos de votar.
O Partido Popular Austríaco, o herdeiro do antigo Partido Social Cristão, obteve uma vitória decisiva com um resultado perto dos 50% e conquistando a maioria parlamentar. Apesar disto, o governo de grande coligação com os socialistas e comunistas foi mantido.

## Resultados Oficiais
| Partido                 | Partido                        | Votos     | %               | Deputados |
| ----------------------- | ------------------------------ | --------- | --------------- | --------- |
|                         | Partido Popular Austríaco      | 1 602 227 | 49,80 / 100,00  | 85 / 165  |
|                         | Partido Socialista da Áustria  | 1 434 898 | 44,60 / 100,00  | 76 / 165  |
|                         | Partido Comunista da Áustria   | 174 257   | 5,42 / 100,00   | 4 / 165   |
|                         | Partido Democrático da Áustria | 5 972     | 0,18 / 100,00   | 0 / 165   |
| Votos inválidos         | Votos inválidos                | 35 975    | 1,1 / 100,00    |           |
| Total                   | Total                          | 3 253 329 | 100,00 / 100,00 | 165 / 165 |
| Eleitorado/Participação | Eleitorado/Participação        | 3 449 605 | 94,27 / 100,00  |           |
| Fonte                   |                                |           |                 |           |